# 喀喀喀的鬼太郎 妖怪大戰爭
喀喀喀的鬼太郎 妖怪大戰爭（ゲゲゲの鬼太郎 妖怪大戦争）是日本動畫「ゲゲゲの鬼太郎」
第三期電視動畫中的第2部劇場版作品，上映時間為1986年3月15日。

## 劇情簡介
日本南方的某座小島「慧星島」（ホウキボシ島）突然遭受由貝亞德（バックベアード）率領的西洋妖怪所佔領，而他們的目的便是要在島上興建西洋妖怪王國基地，在混亂之中，島上的一名少年アキオ趁機逃往日本本土向鬼太郎求救。知悉事件後的鬼太郎；便和他的妖怪同伴們搭上了船隻，朝向慧星島前進‧‧‧。

## 相關作品
相關劇情漫畫原作
ゲゲゲの鬼太郎：「妖怪大戰爭」(妖怪大戦争) 1966/04/17
其它相似劇情的鬼太郎動畫
ゲゲゲの鬼太郎第一期10集：「妖怪大戰爭(上)」(妖怪大戦争(前編))　1968/03/06
ゲゲゲの鬼太郎第一期11集：「妖怪大戰爭(下)」(妖怪大戦争(後編))　1968/03/13
ゲゲゲの鬼太郎第五期32集：「登陸!威脅的西洋妖怪」(上陸！脅威の西洋妖怪) 2007/11/11
ゲゲゲの鬼太郎第五期33集：「日本妖怪 大反擊」(大逆襲！日本妖怪) 2007/11/18

## 劇中西洋妖怪軍團[3]
貝亞德
鬼太郎系列作品常登場的西洋妖怪首領，這回率領西洋妖怪們佔領海上小島以興建要塞。故事最後被吸入它體內的鬼太郎所擊敗。
德古拉
西洋妖怪裡著名的吸血鬼，在故事中將鬼太郎的同伴一反木綿撕成碎片後當成餐巾使用。
狼人
以尖牙及敏捷身手攻擊鬼太郎一行人，另外也能率領部下「吸血狼」們應戰。
魔女
乘著掃帚飛行及使用鐮刀攻擊的西洋女巫。
科學怪人
擁有堅韌肉體及怪力的妖怪，卻意外地怕毛毛蟲、蜘蛛。

## 製作群
- 原作：水木茂
- 導演：葛西治
- 製作總指揮：浅野賢澄
- 製作代表：鹿内春雄
- 製作：野間惟道、羽佐間重彰、今田智憲
- 劇本：星山博之
- 音樂：川崎真弘
- 角色設計、作畫導演：兼森義則
- 原畫：稲野義信、音無竜之介、金澤勝眞、鈴木しゅんじ、菜明、深沢幸次、新岡浩美、入好さとる、柳瀬譲二、大鹿日出明
- 動画審閱：山田雄二
- 畫面協助：Studio Giant
- 美術導演：土田勇
- 背景：飯島由樹子、中山恭子、金山文美、小林勝寿
- 特殊效果：佐藤章二
- 專門檢查：辻田邦夫
- 撮影導演：菅谷信行
- 撮影：宮内勝啓、菅谷英夫、神山茂男、高石稔、田口久男、山川進
- 錄音：蔵本貞司
- 編曲：田中英行
- 音響效果：今野康之
- 音樂制作：徳間康快
- 録音室：TAVAC
- 編集：吉川泰弘
- 負片編集：福本一枝
- 助手導演：堀川知政
- 製作擔當：松下健吉
- 美術進行：中村実
- 專門進行：冨永勤
- 製作進行：鈴木知之
- 記録：竹澤裕美子
- 現像：東映EiLab
- 技術協助：森幹生、Continental Far East
- 動畫制作：東映動畫
- 製作人：清水賢治、木村京太郎、横山賢二
- 主製作人：三ツ井康
- 行政部門製作：日枝久

## 角色聲優
- 鬼太郎：戶田惠子
- 眼珠老爹：田之中勇
- 鼠男：富山敬
- 貓女：三田友子
- 撒沙婆婆：江森浩子
- 子泣爺爺：永井一郎
- 一反木綿：八奈見乘兒
- 塗壁：屋良有作
- アキオ：頓宮恭子
- ヨネ：向井真理子
- 虎造：增岡弘
- キジム爺：山内雅人
- 祈導師：津田延代
- 主持者：廣中雅志
- 貝亞德：柴田秀勝
- 德古拉：村越伊知郎
- 魔女：三輪勝恵
- 科學怪人：西尾徳
- 狼人：大竹宏
- 吸血狼：小林通孝、田中和実、平野正人

- 聲優協助：青二Production

## 主題曲
開頭曲
- ゲゲゲの鬼太郎

作詞：水木茂 作曲：いずみたく 編曲：野村豊 歌：吉幾三
片尾曲
- おばけがイクゾー

作詞・作曲：吉幾三 編曲：野村豊 歌：吉幾三